# 副總理 (日本)
副總理（日语：／ Fuku sōri ?），亦称副首相，是日本內閣中地位僅次於內閣總理大臣（首相）的國務大臣，乃非常設職務。
日本僅在《內閣法》中設置「內閣總理大臣臨時代理」一職（簡稱代理首相），作為首相無法執行職權時的代理人，因此正式官制中沒有「副總理」、「內閣副總理大臣」、「副首相」之類名稱的備位首相職位。身為首相的代理人，如首相遭逢事故而不能履行職務，副總理將是第一順位的職務代理人選。在內閣沒有特別設置副總理的情形下，則習慣上由內閣官房長官名列第一順位（若有副總理則通常為第二順位）。

## 概述
《日本國憲法》施行以來，歷次內閣通常會任命一位與首相權威匹敵的實力政治家、或者聯合政府中首相所屬政黨外的友黨黨魁擔任代理首相，因而使得該職務在非官方場合被稱為「副總理」。除了首相以外，副總理的地位和待遇均高於其他國務大臣。但事實上，日本法律並沒有強制事先任命代理首相的機制，所以並不是所有的內閣都有代理首相。
2000年，時任首相小淵惠三突然因中風病倒，由於沒有事先指定代理首相，使得首相的繼任機制受到重視，因而從接下來的森喜朗內閣起，組閣之時便會排定代理首相的5名繼位順序，內閣官房長官依照慣例會被排在第1順位，內閣官房長官也因此擁有等同副總理的地位。直至2009年民主黨執政後，上台的鳩山由紀夫內閣任命國家戰略擔當大臣菅直人擔任副總理，並在首相代理繼位順序上排名第1，才打破這個慣例。但值得注意的是，日本政府的正式文書（如《官報》）都沒有出現過「副總理」這個職稱，僅見於政府宣傳品（如網站）與傳媒。
自2000年設置首相代理繼位順序後，實際擔任副總理官職的有菅直人（2009年－2010年）、岡田克也（2012年）和麻生太郎（2012年－2021年）。

## 歷任副總理列表
| 副總理            | 副總理     | 內閣                            | 代理序位 | 指定期間                                  | 其它職務 | 政黨       |
| ----------------- | ---------- | ------------------------------- | -------- | ----------------------------------------- | --- | ---------- |
|                   | 幣原喜重郎 | 第1次吉田內閣                   | -        | 1947年5月3日 - 1947年5月24日              | 復員廳總裁 | 日本進步黨 |
|                   | 蘆田均     | 片山內閣                        | 首位     | 1947年6月1日 - 1948年3月10日              | 外務大臣 | 民主黨     |
|                   | 西尾末廣   | 蘆田內閣                        | 首位     | 1948年3月10日 - 1948年7月6日              | 國務大臣（無任所） | 日本社會黨 |
|                   | 林讓治     | 第2次吉田內閣                   | 首位     | 1948年10月19日 - 1949年2月16日            | 厚生大臣 | 自由黨     |
| 第3次吉田內閣     | 林讓治     | 1949年2月16日 - 1951年3月13日   | 首位     | 厚生大臣 之後，國務大臣（無任所）         | | 自由黨     |
|                   | 緒方竹虎   | 第4次吉田內閣                   | 首位     | 1952年11月28日 - 1953年5月21日            | 國務大臣（內閣官房長官） 之後，國務大臣（無任所）                                                                                  | 自由黨     |
| 第5次吉田內閣     | 緒方竹虎   | 1953年5月21日 - 1954年12月10日  | 首位     | 國務大臣（無任所） 之後，北海道開發廳長官 | | 自由黨     |
|                   | 重光葵     | 第1次鳩山一郎內閣               | 首位     | 1954年12月10日 - 1955年3月19日            | 外務大臣 | 自由民主黨 |
| 第2次鳩山一郎內閣 | 重光葵     | 1955年3月19日 - 1955年11月22日  | 首位     | 外務大臣                                  | | 自由民主黨 |
| 第3次鳩山一郎內閣 | 重光葵     | 1955年11月22日 - 1956年12月23日 | 首位     | 外務大臣                                  | | 自由民主黨 |
|                   | 石井光次郎 | 第1次岸內閣                     | 首位     | 1957年5月20日 - 1958年6月12日             | 國務大臣（無任所） 之後，行政管理廳長官兼北海道開發廳長官                                                                          | 自由民主黨 |
|                   | 益谷秀次   | 第2次岸內閣                     | 首位     | 1959年6月18日 - 1960年7月19日             | 行政管理廳長官 | 自由民主黨 |
|                   | 三木武夫   | 第1次田中角榮內閣               | 首位     | 1972年8月29日 - 1972年12月22日            | 國務大臣（無任所） | 自由民主黨 |
| 第2次田中角榮內閣 | 三木武夫   | 1972年12月22日 - 1974年7月12日  | 首位     | 環境廳長官                                | | 自由民主黨 |
|                   | 福田赳夫   | 三木內閣                        | 首位     | 1974年12月9日 - 1976年11月6日             | 經濟企劃廳長官 | 自由民主黨 |
|                   | 伊東正義   | 第2次大平內閣                   | -        | 1980年6月11日 - 1980年7月17日             | 內閣官房長官 | 自由民主黨 |
|                   | 金丸信     | 第3次中曾根內閣                 | 首位     | 1986年7月22日 - 1987年11月6日             | 國務大臣（民間活力導入擔當） | 自由民主黨 |
|                   | 宮澤喜一   | 竹下內閣                        | 首位     | 1987年11月6日 - 1988年12月9日             | 大藏大臣 | 自由民主黨 |
|                   | 渡邉美智雄 | 宮澤內閣                        | 首位     | 1991年11月5日 - 1993年4月7日              | 外務大臣 | 自由民主黨 |
|                   | 後藤田正晴 | 宮澤內閣                        | 首位     | 1993年4月8日 - 1993年8月9日               | 法務大臣 | 自由民主黨 |
|                   | 羽田孜     | 細川內閣                        | 首位     | 1993年8月9日 - 1994年4月28日              | 外務大臣 | 新生黨     |
|                   | 河野洋平   | 村山內閣                        | 首位     | 1994年6月30日 - 1995年10月2日             | 外務大臣 | 自由民主黨 |
|                   | 橋本龍太郎 | 村山內閣                        | -        | 1995年10月2日 - 1996年1月11日             | 通商產業大臣 | 自由民主黨 |
|                   | 久保亘     | 第1次橋本內閣                   | 首位     | 1996年1月11日 - 1996年11月7日             | 大藏大臣 | 社會民主黨 |
|                   | 菅直人     | 鳩山由紀夫內閣                  | 首位     | 2009年9月16日 - 2010年6月8日              | 國家戰略擔當兼內閣府特命擔當大臣（經濟財政政策擔當、科學技術政策擔當） 之後，財務大臣兼內閣府特命擔當大臣（經濟財政政策擔當）      | 民主黨     |
|                   | 岡田克也   | 野田内閣                        | 首位     | 2012年1月13日 - 2012年12月26日            | 行政改革擔當 社會保障·稅制一体改革擔當 公務員制度改革擔當 內閣府特命擔當大臣（行政刷新、新公共管理、少子化對策、男女共同參劃擔當） | 民主黨     |
|                   | 麻生太郎   | 第2次安倍內閣                   | 首位     | 2012年12月26日 - 2014年12月24日           | 財務大臣兼金融擔當大臣 | 自由民主黨 |
| 第3次安倍內閣     | 麻生太郎   | 2014年12月24日 - 2017年11月1日  | 首位     |                                           | 財務大臣兼金融擔當大臣 | 自由民主黨 |
| 第4次安倍內閣     | 麻生太郎   | 2017年11月1日 - 2020年9月16日   | 首位     |                                           | 財務大臣兼金融擔當大臣 | 自由民主黨 |
| 菅義偉内閣        | 麻生太郎   | 2020年9月16日 - 2021年10月4日   | 首位     |                                           | 財務大臣兼金融擔當大臣 | 自由民主黨 |